# سیارک ۲۵۴۶۹
سیارک ۲۵۴۶۹ (به انگلیسی: 25469 Ransohoff، نامگذاری:1999XC34) بیست و پنج هزار و چهارصد و شصت و نهمین سیارک کشف شده‌است که در ۶ دسامبر ۱۹۹۹ کشف شد.
قدر مطلق سیارک برابر ۲۰.۴ است.